# 23 (tal)
23 (tjugotre (fil)) är det naturliga talet som följer 22 och som följs av 24.
- Det 9:e primtalet, det som kommer efter 19 och före 29

## Inom matematiken
- 23 är ett udda tal.
- 23 är ett primtal
- 23 är ett extraordinärt tal
- 23 är ett glatt tal
- 23 är ett kvadratfritt tal
- 23 är ett Thabittal
- 23 är ett Kyneatal
- 23 är ett Woodalltal
- 23 är ett ikositrigontal
- 23 är ett palindromtal i det ternära talsystemet.

## Inom vetenskapen
- Vanadin, atomnummer 23
- 23 Thalia, en asteroid
- Messier 23, öppen stjärnhop i Skytten, Messiers katalog

## Inom Discordianismen
Enligt religionen discordianism är nummer 23 basen för allting, och det kan man upptäcka om man bara studerar saker och ting på närmare håll.
Kritiker anser att nummer 23 syns på de flesta ställen på grund av hjärnans makt att se sanning inom i stort sett allting. Det kan vara alltifrån önsketänkande till tron om förbannelse – det vill säga 2 delat på 3 blir ungefär 0,666 - (666, vilddjurets tal).

## Inom media

### Böcker
- "23/17-fenomenet" i Robert Anton Wilson och Robert Sheas bok Illuminatus!
- Arthur Koestlers bok Challenge of Chance
- Nummer 23 är ett heligt nummer för gudarna i Cthulhu-mytologin.

### Musik
- Det brittiska bandet The KLF använder sig av numerologi inom sina låtar, speciellt nummer 23.
- Chalmers Barockensemble hyllar 23 som ett heligt tal.

### Film och TV
- I den tyska filmen 23 får en grupp av hackare kontakt med olika hemliga sekter som är baserade på nummer 23.
- Filmen The Number 23 handlar om en person (Jim Carrey) som blir besatt av talet 23.
- 23 är en av siffrorna i den återkommande sifferserien 4, 8, 15, 16, 23 och 42 i tv-serien Lost.